# فلیپه مارتینس
فلیپه مارتینس (انگلیسی: Filipe Martins؛ زادهٔ ۲۹ مهٔ ۱۹۷۸) بازیکن فوتبال است.